# Gesine Vester
Gezina Johanna Francina (Gesine) Andriessen-Vester (Heemstede, 23 december 1857 – Haarlem, 30 januari 1939) was een Nederlands schilder en tekenaar.

## Leven en werk
Gesine Vester was een dochter van de schilder Willem Vester (1824-1895) en Johanna Francina ten Berge (1823-1906). Ze was een oomzegger van de schilders George ten Berge en Pieter Plas. Vester kreeg les van haar vader en schilderde in navolging van hem onder meer landschappen met vee in een aan de Haagse School verwante stijl. Ze ontving meerdere keren de Koninklijke Subsidie voor Vrije Schilderkunst (1879, 1881, 1882). Vester exposeerde onder andere bij de salon van Brussel (1878), bij Arti et Amicitiae (1882) en de tentoonstelling van Levende Meesters in Amsterdam (1886).
Vester trouwde in 1886 met toonkunstenaar Nicolaas Hendrik Andriessen (1845-1913). Uit dit huwelijk werden negen kinderen geboren, onder wie de componisten Willem en Hendrik en de beeldhouwer Mari Andriessen. Het gezin woonde aan de Bakenessergracht in Haarlem. Tijdens de jeugd van de kinderen werd het schilderen op een laag pitje gezet, ze pakte de kwast weer op toen de kinderen het huis uit waren.
Gesine Andriessen-Vester werd geportretteerd door haar zoon Mari (keramiek, collectie Frans Hals Museum) en door Wim Hofker (ets, collectie Teylers Museum) Ze overleed op 81-jarige leeftijd en werd begraven op begraafplaats Sint-Barbara in Haarlem.

## Enkele werken

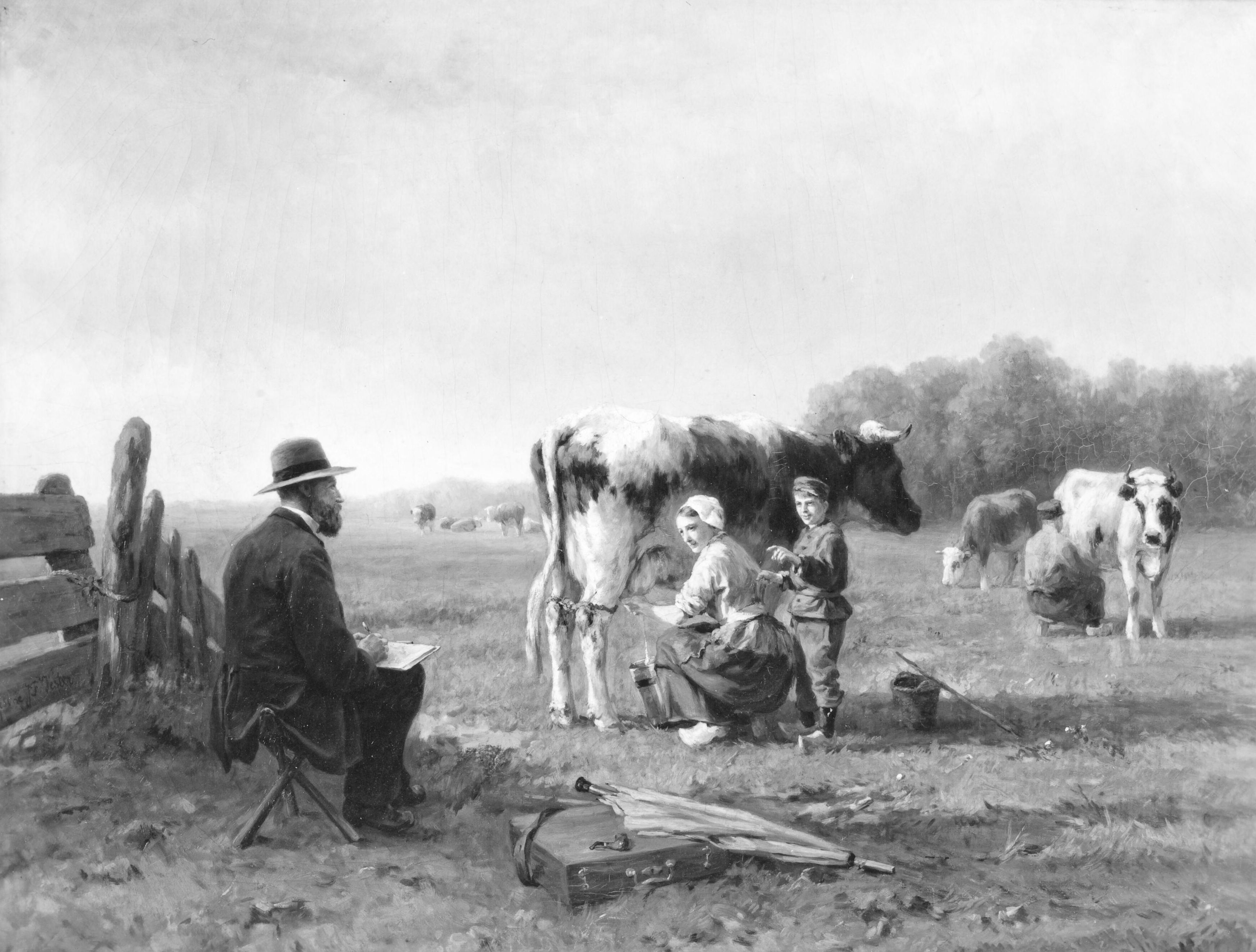
Kunstenaar (vader Willem Vester) maakt schetsen van boerin en zoon (1883)
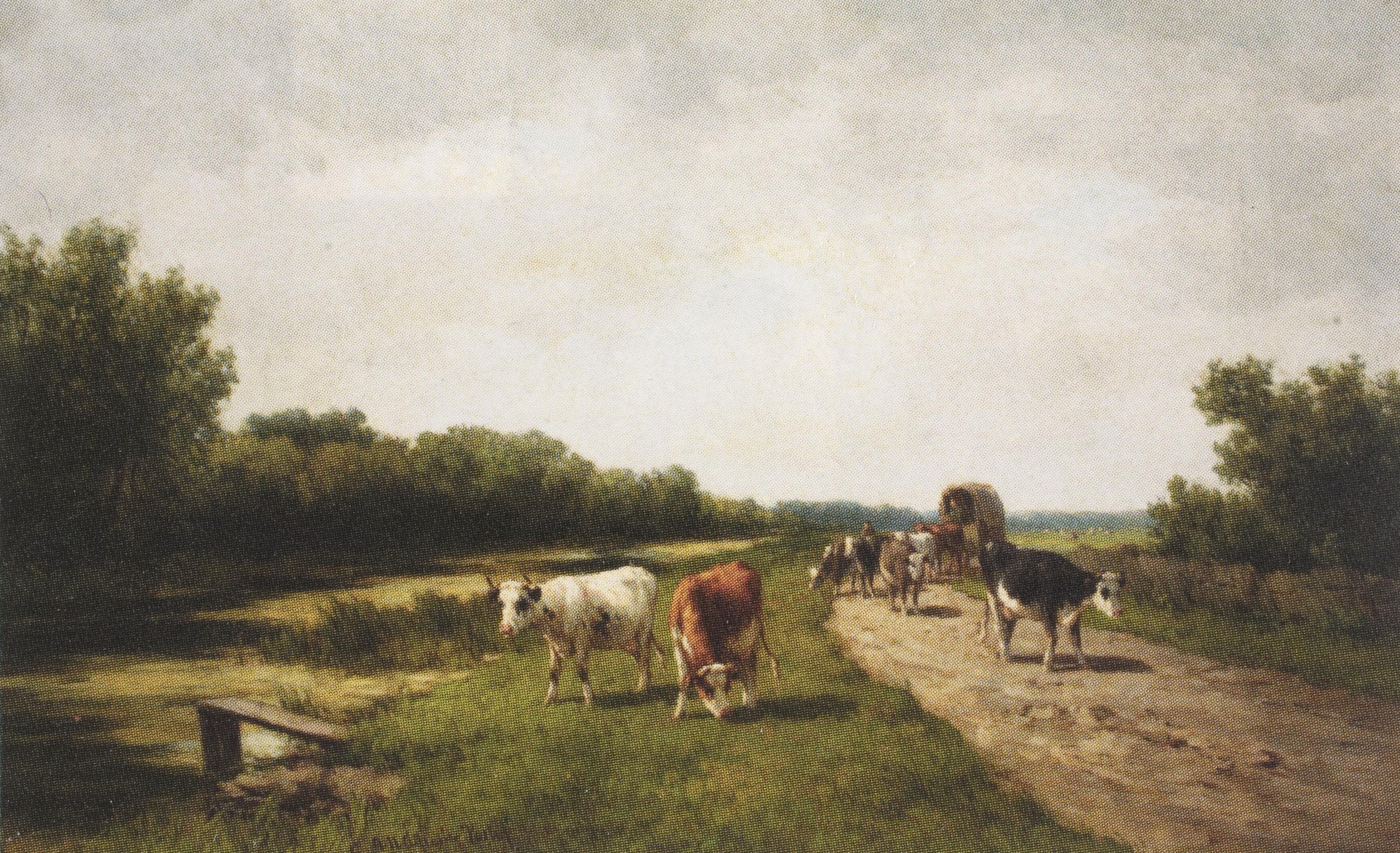
Vaart bij Vogelenzang